# Блумингтон Бизон
«Блумингтон Бизон» (англ. Bloomington Bison) — профессиональная хоккейная команда, базирующаяся в Блумингтоне, штат Иллинойс. Команда дебютирует в ECHL в сезоне 2024-25. Они аффилированы с «Нью-Йорк Рейнджерс» и «Хартфорд Вулф Пэк».
Команда также имеет рабочее соглашение с «Каролиной Харрикейнз».

## История
16 января 2024 года ECHL предоставила команду расширения городу Блумингтон, штат Иллинойс. Группа владельцев состоит из Джима Халлетта из Hallett Sports and Entertainment, владельцев «Инди Фьюэл». Клуб будет играть на «Гроссингер Моторс Арене», расположенной в Блумингтоне. 30 мая было объявлено о подписании пятилетнего соглашения с «Нью-Йорк Рейнджерс». Филлип Барски был назначен первым главным тренером и генеральным менеджером команды.